# José de Posada Herrera

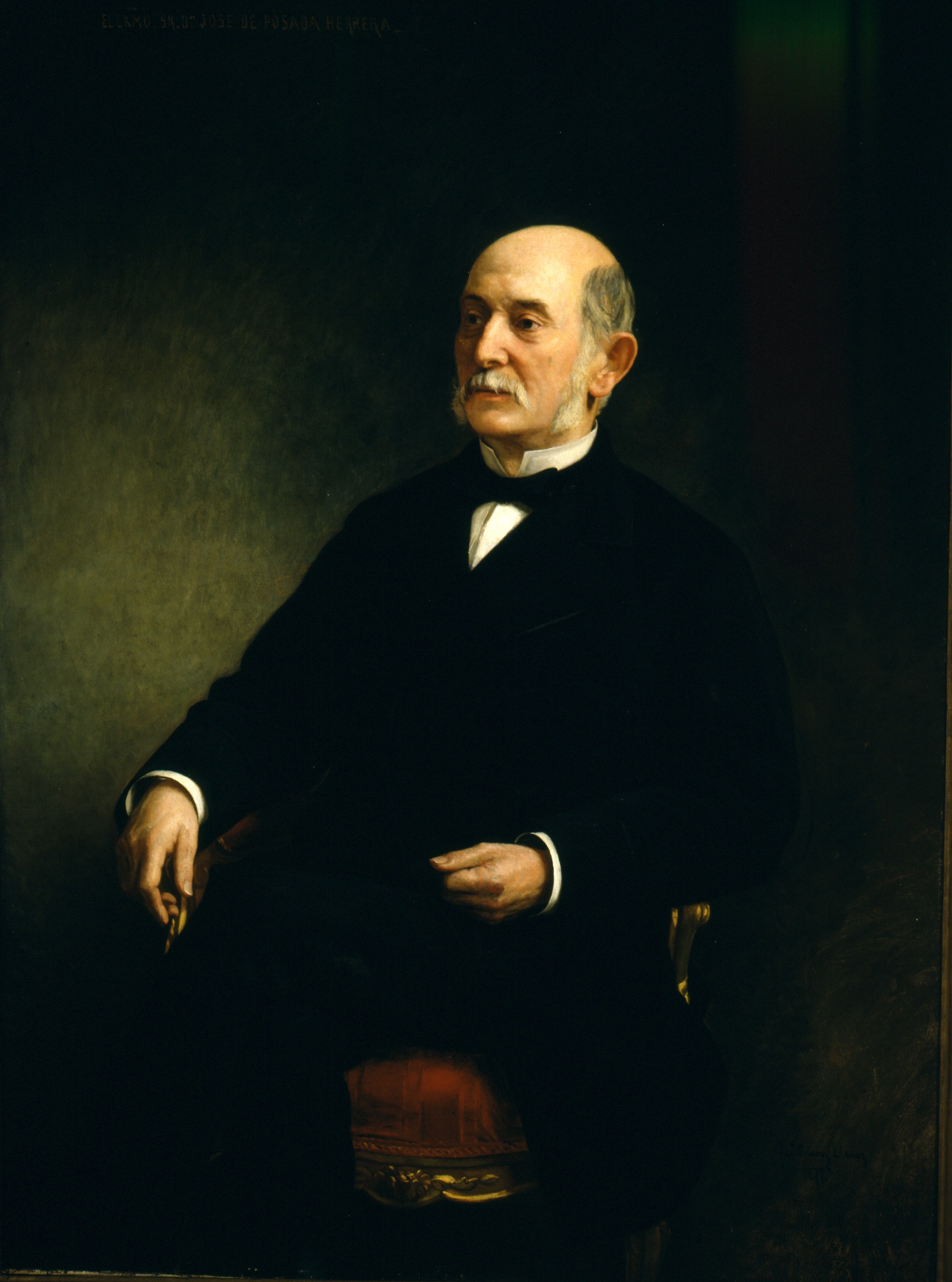
José de Posada Herrera, portret geschilderd in 1877.

José de Posada Herrera (Llanes, 31 maart 1814 - 7 september 1885) was een Spaans politicus en eerste minister.

## Levensloop

### Studies, beroepsloopbaan en heerschappij vanIsabella II
Na zijn schoolopleiding vervolledigde hij een studie in de rechtswetenschappen en in de economie aan de Universiteit van Oviedo. Nadat hij in 1832 zijn licentie behaalde, werd hij vanaf 1838 professor in de rechtswetenschappen aan deze universiteit. In 1843 werd hij bovendien docent aan de Escuela Especial de Administración, waar hij later de directeur van werd.
Op 24 juli 1839 begon hij aan een politieke loopbaan toen hij voor de Partido Progresista verkozen werd tot afgevaardigde van het Congres van Afgevaardigden en bleef dit met enkele onderbrekingen tot in maart 1871. Later maakte hij deel uit van de oppositie tegen de gematigde Salustiano Olózaga en de voorstanders van Baldomero Espartero, die tussen 1840 en 1843 regent van Spanje was. In 1846 was hij eveneens secretaris van de Staatsraad.
Van 14 mei 1858 tot en met 17 januari 1863 was hij minister van Binnenlandse Zaken in de regeringen van Francisco Javier de Istúriz en Leopoldo O'Donnell. In augustus 1859 was hij tevens minister ad interim van Justitie en Genadeverzoeken, van november tot december 1861 van Ontwikkeling en van augustus tot en met oktober 1862 opnieuw van Justitie en Genadeverzoeken. Als minister van Binnenlandse Zaken was hij verantwoordelijk voor het uitvoeren van de parlementsverkiezingen van 1858, die gekenmerkt werden door een grote corruptie, de ontbinding van de stadsraad, strafvervolging van gemeenteraadsleden, de ontbinding van burgerlijke diensten, vervalsing van verkiezingsresultaten en geweld tegen kiezers. De Posada Herrera rechtvaardigde de acties van de regering door een morele invloed op de verkiezingen. Deze passiviteit en corruptie door de regering leidde ongetwijfeld tot het machtsverlies van Leopoldo O'Donnell en tot de val van de monarchie in 1868.
Van 21 juni 1865 tot en met 10 juli 1866 was hij opnieuw minister van Binnenlandse Zaken onder Leopoldo O'Donnell, waarna hij ambassadeur werd bij de Heilige Stoel.

### Revolutie van 1868, restauratie en premierschap
Na de revolutie van 1868, waarbij Isabella II werd afgezet, behoorde hij wegens zijn langjarige rechterlijke en politieke ervaring bij de opstellers van de Grondwetten van 1869 en van 1876.
Nadat in 1874 de monarchie hersteld werd en koning Alfons XII aan de macht kwam, werd hij op 20 januari 1876 verkozen tot afgevaardigde in het parlement en bleef dit tot in april 1884. Van februari 1876 tot januari 1877, in januari 1878, van september 1881 tot november 1882 en van december 1882 tot juli 1883 was hij parlementsvoorzitter. Tevens was hij van 1882 tot 1883 senator.
Op 13 oktober 1883 volgde hij Práxedes Mateo Sagasta op als premier van Spanje. Nadat hij bij een stemmingsnederlaag in het parlement aftrad als premier, werd hij op 18 januari 1884 opgevolgd door Antonio Cánovas del Castillo.
Daarnaast was de Posado Herrera van 1864 tot 1865 voorzitter van de Real Academia de Jurisprudencia y Legislación en van 1865 tot 1868 voorzitter van het Ateneo de Madrid.
- Biblioteca Nacional de España: XX843147
- Bibliothèque nationale de France: cb144214810 (data)
- Catàleg d'autoritats de noms i títols de Catalunya: 981058610657006706
- Gemeinsame Normdatei: 123584876
- International Standard Name Identifier: 0000 0000 5949 7729
- Library of Congress Control Number: n82096924
- Nederlandse Thesaurus van Auteursnamen: 092948456
- Système universitaire de documentation: 060649720
- Virtual International Authority File: 53036133
- WorldCat: E39PBJq6WxyrfHTx9c9JCjb8G3